# Wahlen 1934
◄◄ | ◄ | 1930 | 1931 | 1932 | 1933 | Wahlen 1934 | 1935 | 1936 | 1937 | 1938 | ► | ►►

Weitere Ereignisse
Folgende Wahlen fanden 1934 statt:

## Afrika
- Parlamentswahlen in Südrhodesien 1934
- Südwestafrika Wahlen zur South West African Legislative Assembly 1934

## Amerika
- Parlamentswahlen in Honduras 1934
- Parlamentswahlen in Nkaragua 1934
- Wahl zum Senat der Vereinigten Staaten 1934 am 6. November bzw. 10. September im Bundesstaat Maine

## Asien
- Wahlen zur Verfassungsgebenden Versammlung auf den Philippinen 1934

## Australien und Ozeanien
- Parlamentswahl in Australien 1934

## Europa
- Volksabstimmung über das Staatsoberhaupt des Deutschen Reichs
- Parlamentswahlen in Italien 1934
- Parlamentswahlen in Luxemburg 1934
- Parlamentswahlen in Portugal 1934
- Kommunalwahlen in Estland 1934
- Bundesratswahl 1934